# Neoplasta megorchis
Neoplasta megorchis är en tvåvingeart som beskrevs av Axel Leonard Melander 1947. Neoplasta megorchis ingår i släktet Neoplasta och familjen dansflugor. Inga underarter finns listade i Catalogue of Life.